# 제이크 맨리
제이크 맨리(Jake Manley, 1991년 8월 23일 ~ )는 캐나다의 배우, 텔레비전 배우, 영화배우이다.
캐나다에서 태어났다.

## 영화
- 인퍼머스 (2020년) - 딘 테일러 역
- 홀리데이트 (2020년) - 요크 역
- 안녕 베일리 (2019년) - 셰인 역
- 러브, 로지 (2014년) - 알렉스의 친구 역